# Clunaculum
Das Clunaculum, auch Clunaclum oder Clunabulum, war ein römischer Dolch.

## Etymologie
Der Name Clunaculum leitet sich vom Ort seiner Aufbewahrung ab, denn es wurde am Gürtel über dem Gesäß (lateinisch clunis) getragen.

## Beschreibung
Der über dem Gesäß am Gürtel befestigte Dolch wurde nicht offen gezeigt. Er hatte oft eine geschwungene Klinge und war etwa 15 cm lang.

## Geschichte
Das Clunaculum diente weniger als Waffe denn als Opfermesser, mit dem die Römer Tiere (vor allem Stiere) für religiöse Zwecke töteten.
Getragen wurde dieser Dolch oft auch von römischen Legionären, die trotz ihres Fronteinsatzes Opfergaben darbrachten und im Marschlager rituelle Feste feierten. Häufig schlachteten sie dabei nicht Stiere, sondern Ziegen oder Schafe.